# Fabio Sacchi
Fabio Sacchi (Milán, 22 de mayo de 1974) es un ciclista italiano. Su victoria más importante fue la Milán-Turín en 2005.

## Biografía
Fabio Sacchi firma su primer contrato profesional en 1997 con el equipo italiano  Polti. Participó en su primer año en el Giro de Italia. Su compañero de equipo Giuseppe Guerini termina la carrera en tercera posición, mientras que Sacchi participa en algunos sprints masivos, sin obtener resultados. 
En 1998 ganó su primera victoria en la Coppa Bernocchi, al ganar el sprint contra sus ocho compañeros de escapada. También obtuvo varios lugares de honor, incluyendo las semiclásicas París-Bruselas donde quedó 7º. Durante las próximas dos temporadas, el italiano no ganó nada, pero logra un buen rendimiento en las clásicas del Norte. También participa en el Tour de Francia en varias ocasiones. 
Contratado en 2001 por la formación Saeco, se convirtió en uno de sus velocistas y ganó etapas en el Tour Down Under y en la Vuelta a Murcia. Sigue destacando en algunas clásicas (París-Tours, Milán-Turín), aunque no gana ninguna de ellas. Se escapó con Jakob Piil, durante la undécima etapa del Tour de Francia 2003, donde pierde en el esprint detrás del danés en Marsella. 
Debido a sus cualidades de esprínter, ayuda a conseguir victorias a Mario Cipollini. Participó en las victorias y los hitos de su líder en la Vuelta a España 2002. 
Durante la temporada 2002 fue suspendido por su equipo, tras el descubrimiento de medicamentos en su casa. Fue absuelto unas semanas más tarde por la comisión disciplinaria de la federación italiana de ciclismo, después de explicar que los productos hormonales incautados estaban destinados a su esposa, embarazada.
En 2004 el equipo italiano en el que corre Alessandro Petacchi, el Fassa Bortolo le contrató. El año siguiente ganó la carrera más antigua en Italia, la Milán-Turín, al ganar en el sprint a su excompañero de equipo Mirko Celestino. Esta es su victoria principal y final a la fecha. 
Sacchi se unió con Petacchi, al nuevo equipo Milram, donde se reunió con los antiguos directores del equipo Team Polti. 
El 24 de julio de 2013 su nombre apareció en el informe publicado por el senado francés como uno de los treinta ciclistas que habrían dado positivo en el Tour de Francia 1998 con carácter retrospectivo, ya que analizaron las muestras de orina de aquel año con los métodos antidopaje actuales.

## Palmarés
1998
- Coppa Bernocchi

2001
- 1 etapa del Tour Down Under
- Gran Premio Costa de los Etruscos

2002
- 2 etapas de la Vuelta a Murcia
- Trofeo Ciudad de Castelfidardo

2003
- 1 etapa del Tour Down Under
- Giro de la Romagna

2004
- 1 etapa de la Vuelta a Portugal

2005
- Milán-Turín

## Resultados en Grandes Vueltas y Campeonatos del Mundo
| Carrera         | Carrera         | 1997 | 1998 | 1999 | 2000 | 2001 | 2002 | 2003  | 2004  | 2005 | 2006 | 2007 | 2008 |
| --------------- | --------------- | ---- | ---- | ---- | ---- | ---- | ---- | ----- | ----- | ---- | ---- | ---- | ---- |
|                 | Giro de Italia  | Ab.  | ―    | ―    | ―    | Ab.  | 58.º | F. c. | 101.º | 96.º | 63.º | ―    | ―    |
|                 | Tour de Francia | ―    | 47.º | 99.º | 64.º | ―    | ―    | 60.º  | ―     | ―    | Ab.  | ―    | ―    |
|                 | Vuelta a España | ―    | ―    | ―    | ―    | ―    | 76.º | ―     | Ab.   | Ab.  | 96.º | ―    | ―    |
| Mundial en Ruta | Mundial en Ruta | ―    | ―    | ―    | ―    | ―    | 39.º | Ab.   | ―     | ―    | ―    | ―    | ―    |

—: no participa
Ab.: abandono
F. c.: fuera de control